# Eşmepınar, Çıldır
Eşmepınar là một xã thuộc huyện Çıldır, tỉnh Ardahan, Thổ Nhĩ Kỳ. Dân số thời điểm năm 2010 là 357 người.